# Boog van Carpentras

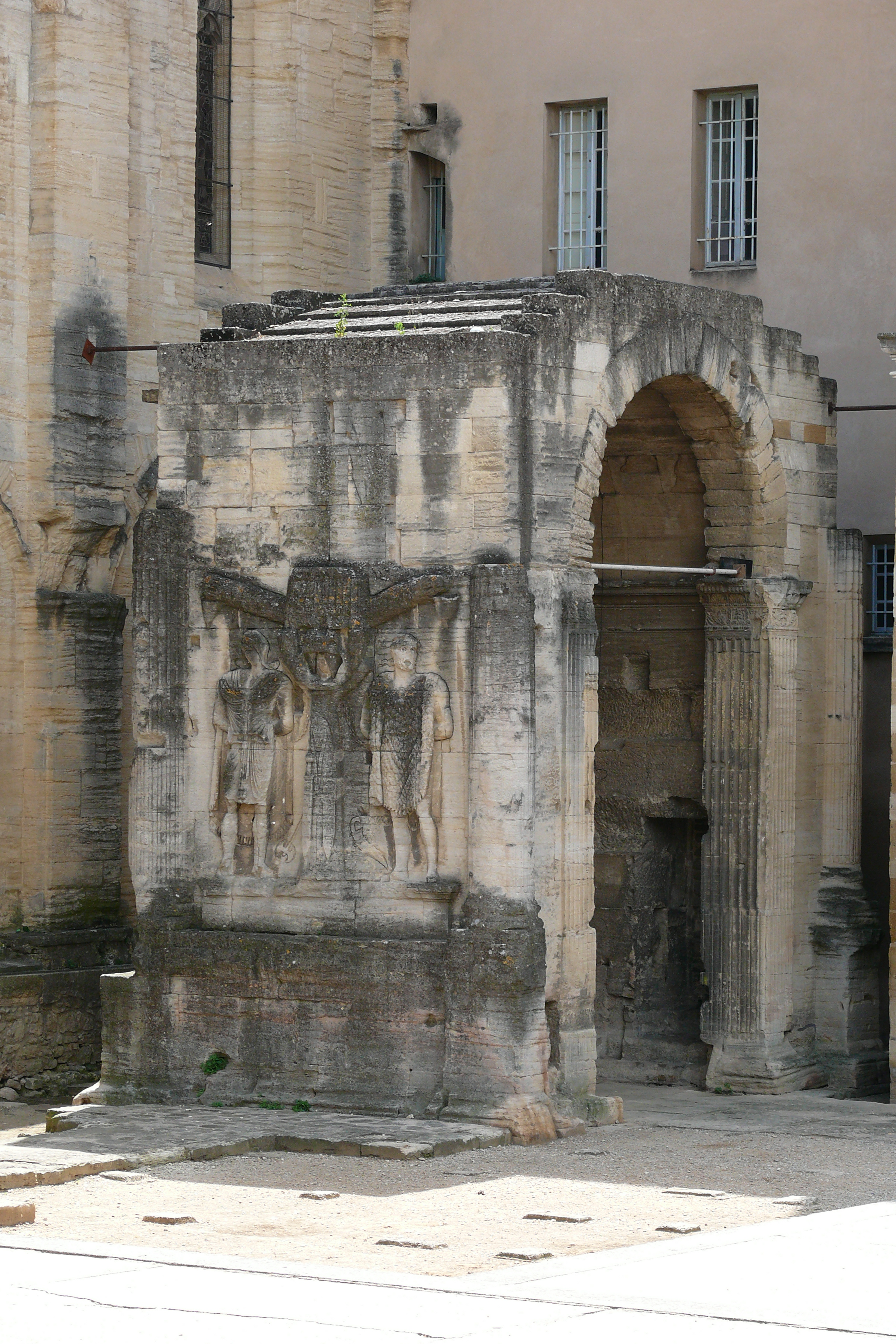
Romeinse Boog in Carpentras (Frankrijk)

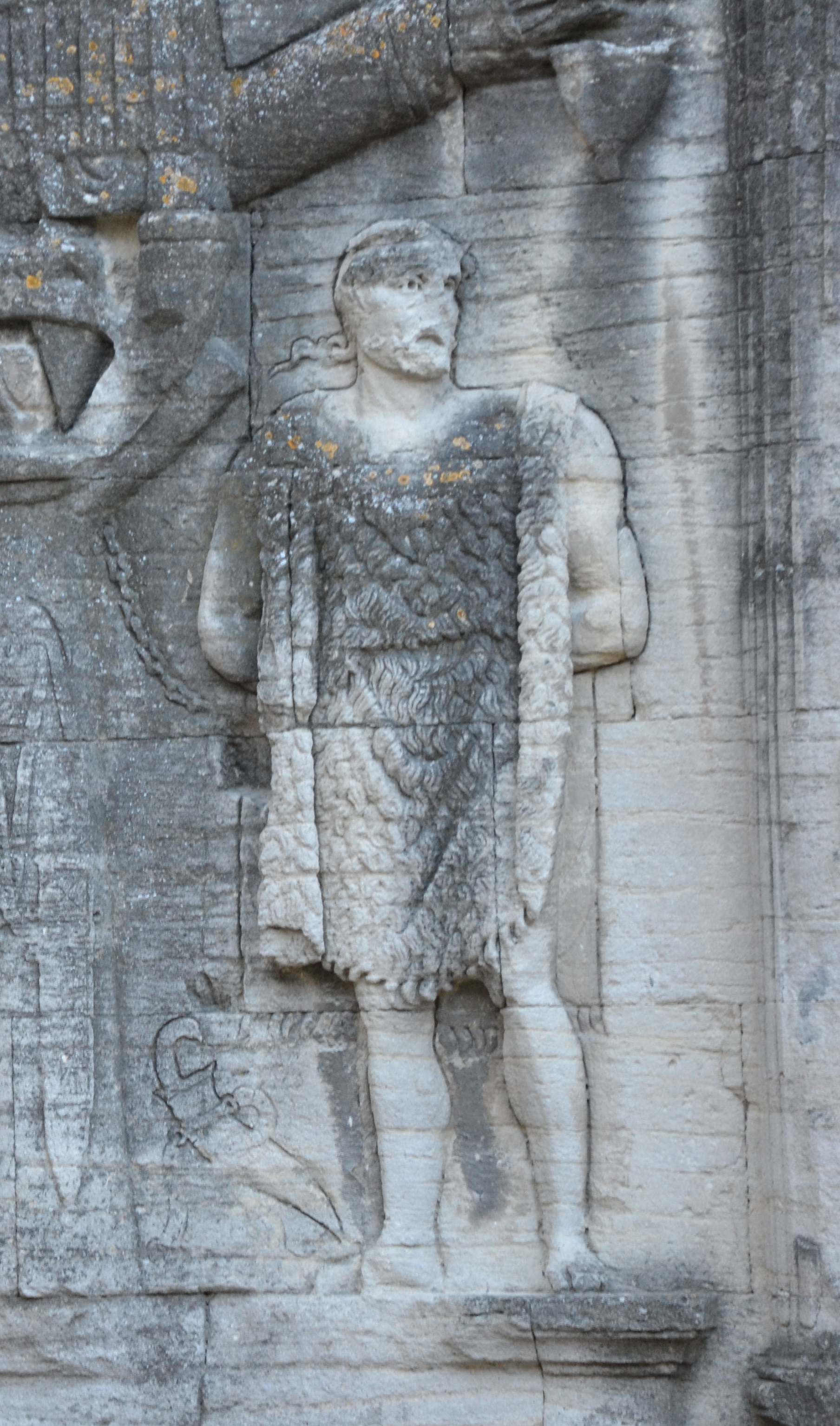
Detail van een gevangene

De Boog van Carpentras is een Romeins monument uit de 1e eeuw. Het staat tussen de voormalige kathedraal en het voormalig bisschoppelijk paleis van Carpentras, departement Vaucluse in Frankrijk. Het is geen triomfboog.
Dit boogvormig gebouw is zelfs eerder klein in vergelijking met Romeinse triomfbogen. Het monument meet 10 meter hoog, 8 meter breed en 4,5 meter diep.

## Historiek
Carpentras was in de Romeinse tijd een belangrijke Gallo-Romeinse stad. In het begin van de 1e eeuw, meest waarschijnlijk tijdens de regering van keizer Tiberius, werd het monument opgericht. Aan de ene zijde staan twee gevangenen afgebeeld; een van hen draagt een Frygische muts. De gevangenen zijn geketend aan elkaar en aan een boomstronk. De andere zijde van de triomfboog toont twee gevangenen met de handen op de rug gebonden. Een van hen draagt een kroon. Historici vermoedden dat de vier gevangenen afkomstig zijn van een overwonnen volk in Libië of Klein-Azië.
Vandaar is het geen triomfboog van de Romeinen. Het gaf waarschijnlijk langs de heirbaan aan wat de glorie van het Romeinse Rijk voor verre volkeren betekende.
Tijdens de Middeleeuwen werd de kathedraal van Carpentras gebouwd. Hierdoor geraakte het Romeins monument geprangd tegen de zijgevel van de kathedraal.
In de 17e eeuw bouwde Alessandro Bichi zijn paleis. Bichi was Italiaan en de bisschop van Carpentras in de pauselijke staat Comtat Venaissin. Dit paleis verrees naast de kathedraal. Het Romeinse gebouw stond hiermee in de keukens van het paleis. De bisschop liet de basreliefs beschermen door er aarde tegenaan te brengen. Niettemin geraakte de Romeinse Boog beschadigd tijdens de bouwwerken aan het paleis.
Het ministerie van Cultuur erkende het monument in Carpentras als monument historique van Frankrijk (1840).